# Технопессимизм
Технопессимизм — мировоззренческая концепция, в русле которой научно-технический прогресс и его достижения рассматриваются в качестве главной причины нарушения баланса в отношениях общества и природы, а также появления и резкого обострения экологических, социальных и многих других проблем современного общественного развития.
С позиций технопессимизма, отношение людей к технологиям представлено в негативном ключе: от недоверия и острой критики до намеренного и целенаправленного уничтожения технологий.

## История технопессимизма
Истоки технопессимизма лежат в промышленных революциях конца XVIII и XIX веков. Они создали условия для роста экономики, развития транспорта и появления больших городов, однако превратили жизнь рабочих в обслуживание линий производства.
Наибольшее распространение идеи технопессимизма получили в 1930-40-е годы. Хайдеггер критикует технологии и индустриальную систему этого периода, называя технологии средством объективации мира и человека.
В 60-е годы технопессимизм дал начало социальным движениям против негативных эффектов влияния научного знания и технологий на общество. Появились движения за ядерное разоружение, за права животных, в защиту окружающей среды.
Историк технологии Лео Маркс отмечает, что в 1980-е годы технопессимизм сообщается с ощущением депрессии и безысходности. Примерами этого могут служить крупные промышленные катастрофы: авария на энергоблоке АЭС Три-Майл-Айленд, взрыв газа на заводе пестицидов в индийском Бхопале в 1984 году, авария на Чернобыльской АЭС в 1986 году.
Развитие новых видов технологий в США и Европе также развивало тенденцию технопессимизма. Например, Донна Харауэй в 1985 году отмечает в «Манифесте киборгов», что новые биотехнологии стирают все границы между человеческим и животным. Это касается также развития нанотехнологий, искусственного интеллекта и киберпространства.
Нил Постман в начале 1990-х пишет, что современный ему мир живет в ситуации тоталитарной технократии, когда все формы человеческой деятельности подчинены логике технологии. Постман говорит о том, что необходимо стать бойцом сопротивления всего «человеческого» — самовыражения, веры, демократии, свободы, межперсональных отношений против всего «технологического» — науки, статистики, эффективности, наносной новизны.
О технопессимизме в XXI веке писал теоретик медиа Евгений Морозов. В своем сборнике статей «Техноненависть: как интернет отучил нас думать» он рассказывает о «побочных эффектах интернета», угрожающих демократии и свободе. По мнению Морозова, общество склонно недооценивать обратную сторону новых технологий. Например, в эссе «Форточка в душу» он пишет: «Такие разработки, как „технология определения эмоциональных состояний“, открывают новые проблемы, истоки которых намного глубже, чем просто защита информации. (…) если в скором будущем мир вокруг нас будет подстраиваться под наши чувства, если каждый „умный“ сенсор будет пытаться заглянуть к нам в душу, то, может быть, стоит и призадуматься».

## Критика технопессимизма
Существует противоположное технопессимизму явление — технооптимизм. Его последователи считают, что технические средства производства и научно-технические знания являются решающими факторами, определяющими характер и направление социального развития. В отличие от технопессимистов, технооптимисты рассматривают научно-технический прогресс как благо для развития общества и считают, что рациональность технологий победит социальные и экономические проблемы.